# Terra fora del dic

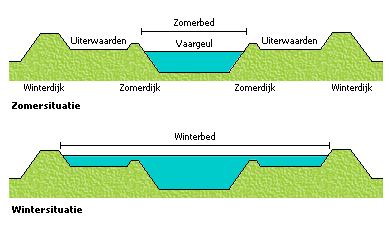
Secció d'un riu amb les terres fora del dic a l'estiu
(esquema superior)
i d'hivern
(esquema inferior)

Terra fora del dic (en neerlandès uiterwaard o en alemany Überschwemmungsgebiet) es diu de la terra inundable entre un dic i el llit d'estiu d'un riu, principalment als Països Baixos, Alemanya i Dinamarca. Com es presenten més sovint a ambdues ribes d'un riu, el plural, terres fora del dic és més comú.
Es tracta d'una zona inundable al maresme, a la qual es desconsella de construir, que es troba entre el dic d'estiu més baix i el dic d'hivern superior. Serveixen per a donar a rius amb un cabal molt diferent entre els períodes secs i períodes de pluges intenses, una zona on poden d'expandir-se, sense fer malbé les infraestructures permanents que es troben fora dels dics d'hivern. S'hi troben prats molls molt fecunds per a la ramaderia. Per la presència d'argila de bona qualitat sovint s'hi van establir bòbiles que després van patir l'aigua alta.
A la costa i als estuaris on l'aigua salada prepondera, es parla de schorre per indicar les zones que només s'inunda a marea viva. La transició entre terres fora del dic i schorres és gradual.

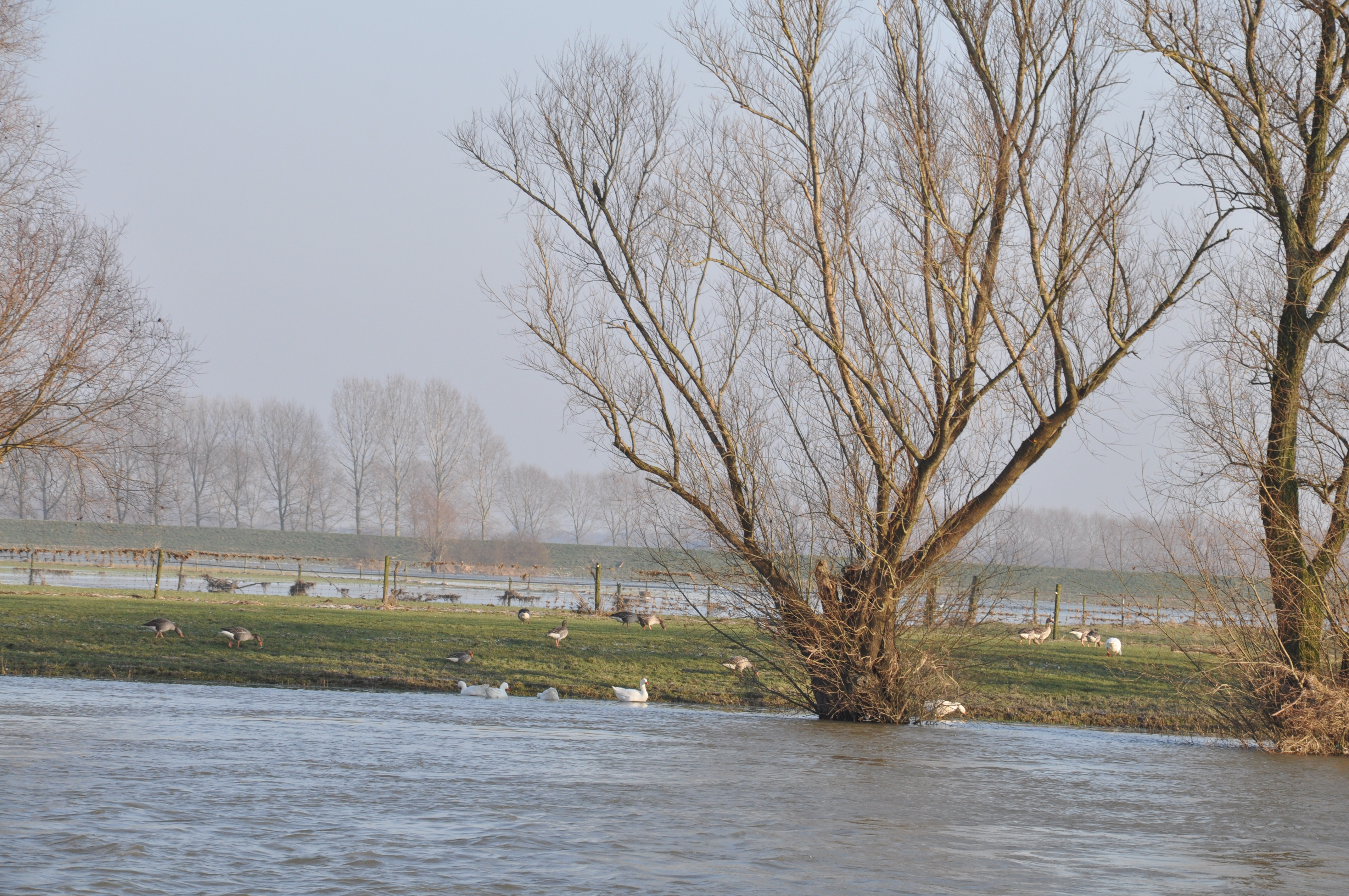
Aigua alta a la terra fora del dic de Bronkhorst
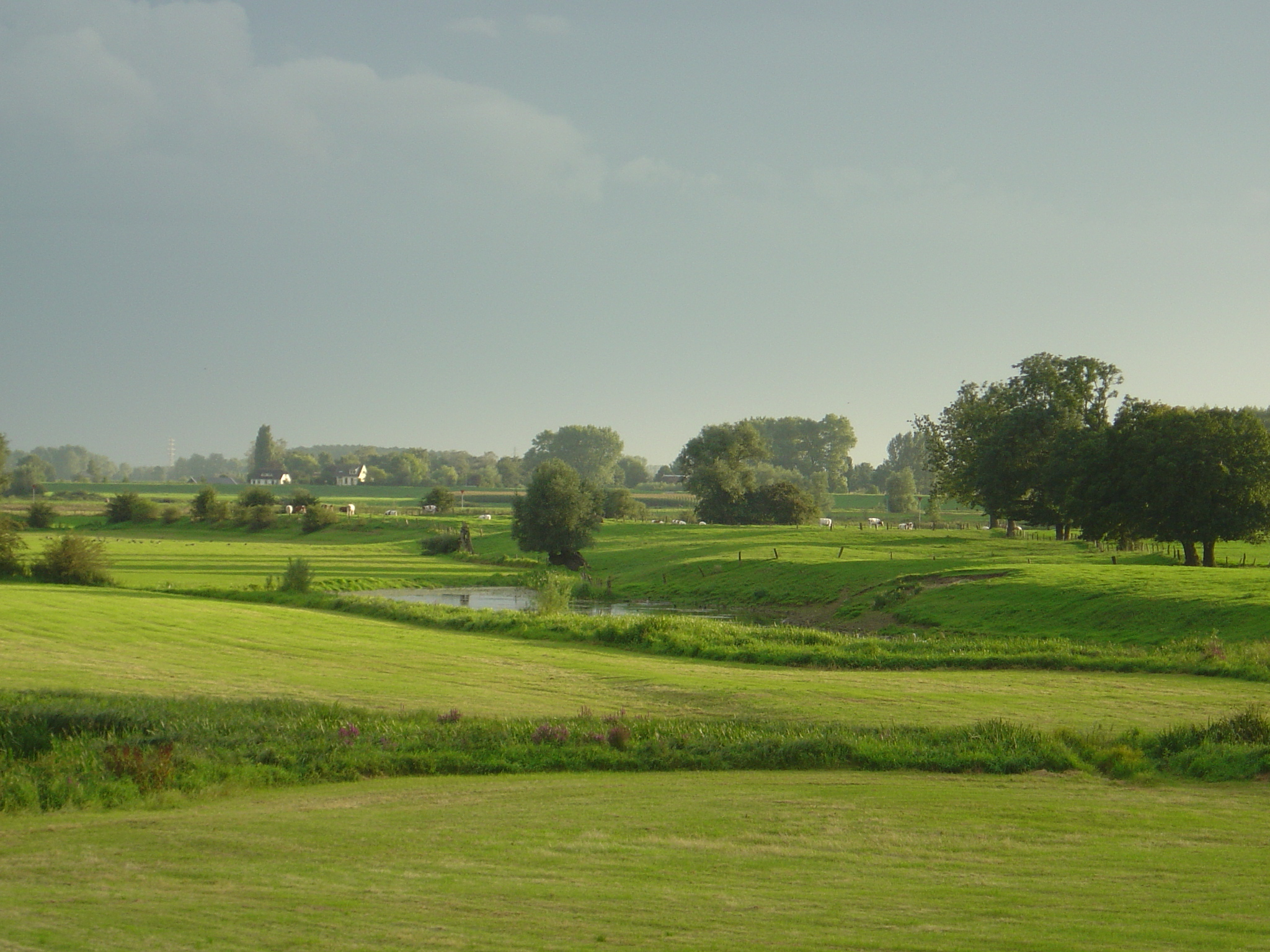
Relleu de terres fora del dic a Olst
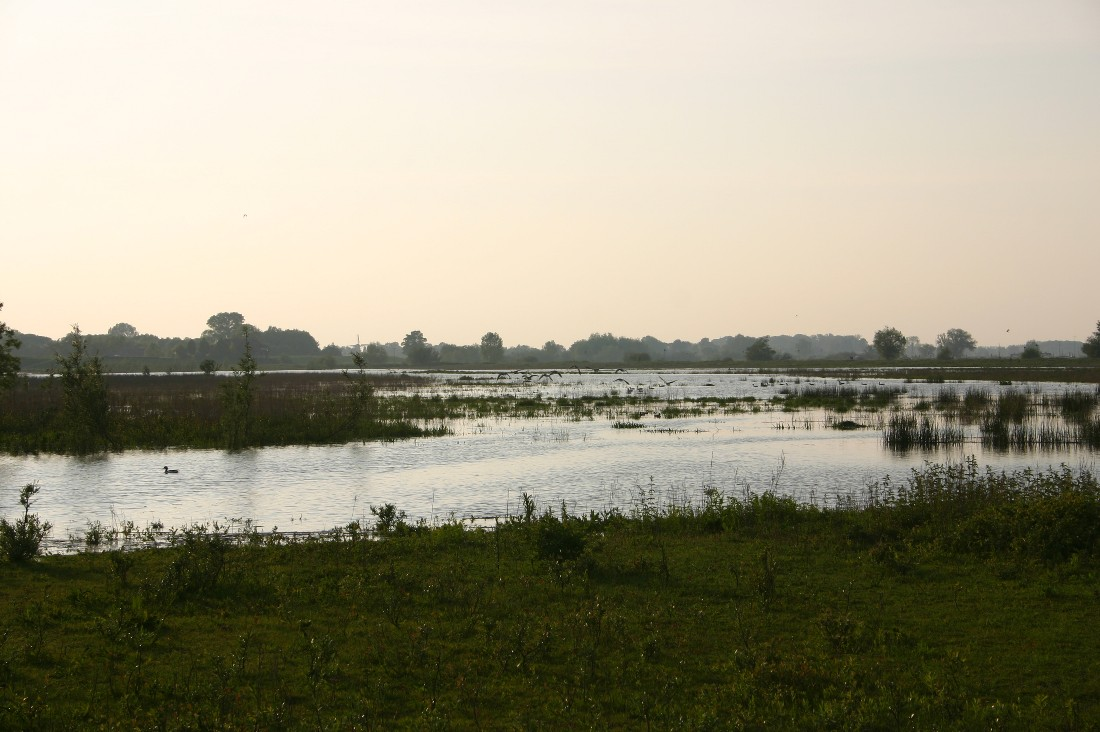
Terra fora del dic a Deventer
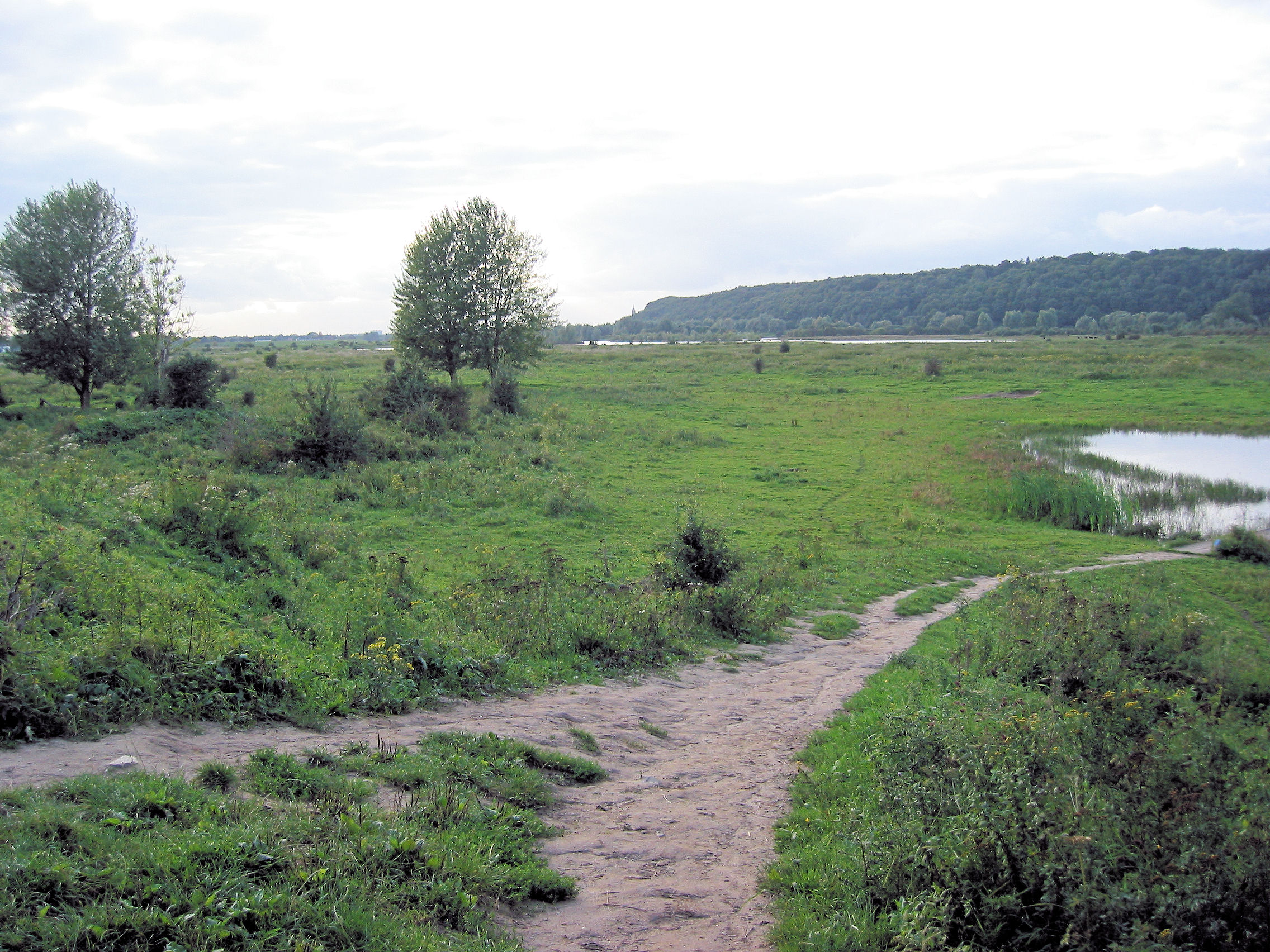
La terra fora del dic Blauwe Kamer
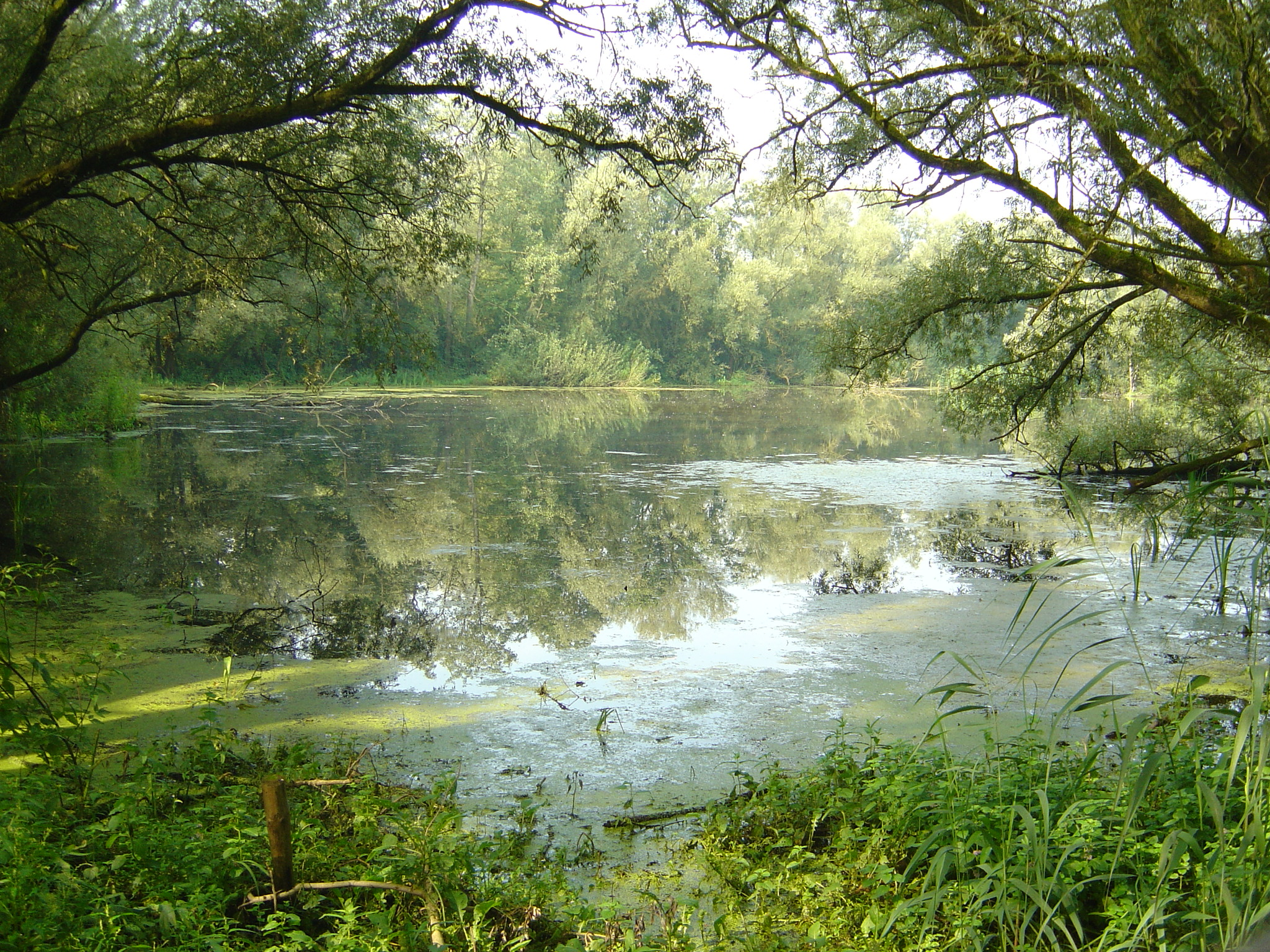
El terra fora del dic Ooibos als Duursche Waarden